# Mir (adelstitel)
Mir (kurdiska: مير, mīr) är en aristokratiskt hederstitel från medeltiden som betyder "prins" och används bland kurder. Det betecknar vanligtvis en hövding för en stam, släkt eller en kunglig familjemedlem i Kurdistan. Det används även som ett prefix för att identifiera den patriarkala härstamningen som ges till en man av en viss betydelse i samhället. Hederstiteln bärs oftast av medlemmar från aristokratiska släkter.
Den ursprungliga titeln mīrzā eller merzāh kommer från den persiska termen amīrzādeh som bokstavligen betyder son till amīr (prinsen) eller son till härskaren. Amīrzādeh består i sin tur av den persiska titeln amīr (emir), som betyder "prins" och det persiska suffixet -zādeh, som betyder "son till" eller "härstamning av". Ättlingar till mirer brukar oftast bära på hederstiteln mirza.
En annan kurdisk hederstitel är pir vilket betyder ”ålderman”, ”äldste” eller ”vis man”. Titeln används oftast av religiösa män, präster och ledargestalt inom tron. Hederstiteln är vanligt bland Kurdiska stammar.